# Lyski
Lyski, německy Lissek, je středisková obec gminy Lyski v okrese Rybnik ve Slezském vojvodství v jižním Polsku.

## Další informace
V jižní části obce teče říčka Sumina, která je přítokem řeky Ruda patřící do povodí Odry.
Ve vesnici Lyski začíná přeshraniční polsko-česká cyklotrasa stezka Horní Odry.